# Gian Nicola Berti
Pour les articles homonymes, voir Berti.
Gian Nicola Berti, né le 9 août 1960 à Saint-Marin, est un homme d'État et un tireur sportif saint-marinais. Il est capitaine-régent de Saint-Marin, avec Massimo Andrea Ugolini, du 1er avril au 1er octobre 2016.

## Biographie

### Famille
Gian Nicola Berti est le fils de Gian Luigi Berti et le frère de Maria Luisa Berti.
Il est marié et père de deux enfants dont Gian Marco, également tireur sportif.

### Sport
Il remporte la médaille d'or en tir sportif aux Jeux des petits États d'Europe de 1985 et de 1987, ainsi qu'une médaille d'argent aux Jeux méditerranéens de 1987. Il dispute les Jeux olympiques d'été de 1988 terminant 33e en fosse olympique.

### Politique
Il est élu en 2008 au Grand Conseil général. Le 16 mars 2016, il est élu capitaine-régent avec Massimo Andrea Ugolini. Tous deux entrent en fonction le 1er avril suivant pour un semestre.